# Sciapus nigrimanus
Sciapus nigrimanus är en tvåvingeart som beskrevs av Van Duzee 1914. Sciapus nigrimanus ingår i släktet Sciapus och familjen styltflugor.
Artens utbredningsområde är Guatemala. Inga underarter finns listade i Catalogue of Life.